# 福岡県中学校の廃校一覧
福岡県中学校の廃校一覧（ふくおかけんちゅうがっこうのはいこういちらん）は、福岡県の廃校となった中学校の一種。対象となるのは学制改革（1947年）以降に廃校となった中学校と分校である。名称は廃校当時のもの。廃校時に属していた自治体が合併により消滅している場合は現行の自治体に含める。また現在休校中の学校は公式には存続していることとなっているが、便宜上本項に記載する。

## 北九州市
- 北九州市立浅生中学校（1987年高峰中と統合し北九州市立高生中学校へ）[1]
- 北九州市立高峰中学校（1987年浅生中と統合し高生中へ）[1]
- 北九州市立港中学校（1997年吉野中と統合し北九州市立門司中学校へ）[2]
- 北九州市立吉野中学校（1997年港中と統合し門司中へ）[2]
- 北九州市立星陵中学校（1998年統合により北九州市立若松中学校へ）[3]
- 北九州市立高塔中学校（同上）[3]
- 北九州市立響南中学校（同上）[3]
- 北九州市立沢見中学校（1998年天籟中・戸畑中と統合し北九州市立飛幡中学校へ）[4]
- 北九州市立天籟中学校（1998年飛幡中天籟校となり、2000年完全統合）[5]
- 北九州市立戸畑中学校（1998年飛幡中戸畑校となり、2000年完全統合）[5]
- 北九州市立陣山中学校（1999年北九州市立花尾中学校[6]と北九州市立黒崎中学校へ分割統合）
- 北九州市立枝光中学校（2001年枝光北中と統合し北九州市立枝光台中学校へ）[7]
- 北九州市立枝光北中学校（2001年枝光中と統合し枝光台中へ）[7]
- 北九州市立風師中学校（2010年門司中へ統合）[2]
- 小倉市立菊陵中学校藍島分校（1967年）
- 小倉市立菊陵中学校馬島分校（1967年）

## 福岡市
- 福岡市立博多第一中学校（1983年博多第二中と統合し福岡市立博多中学校へ）[8]
- 福岡市立博多第二中学校（1983年博多第一中と統合し博多中へ）[8]
- 福岡海星女子学院中学校（2008年休校）
- 純真中学校（2009年休校、2012年廃校）[9]
- 福岡市立住吉中学校〈旧〉（2015年住吉小〈旧〉と統合し福岡市立住吉小中学校へ）[10]
- 福岡市立舞鶴中学校（2014年舞鶴小、大名小、簀子小と統合し福岡市立舞鶴小中学校へ）[11]

## 大牟田市
- 大牟田市立右京中学校（2015年統合により大牟田市立宅峰中学校へ）[12]
- 大牟田市立船津中学校（同上）[12]
- 大牟田市立延命中学校（同上）[12]
- 大牟田市立米生中学校（2017年勝立中と統合し大牟田市立宮原中学校へ）[13]
- 大牟田市立勝立中学校（2017年米生中と統合し宮原中へ）[13]
- 大牟田市立橘中学校（2025年田隈中の一部と統合し大牟田市立白銀中学校へ）[14]
- 大牟田市立歴木中学校（2025年田隈中の一部と統合し大牟田市立御木中学校へ）[15]
- 大牟田市立田隈中学校（2025年一部が橘中と統合し白銀中へ[14]、残部が歴木中と統合し御木中へ[15]）

## 久留米市
- 北野町立千歳中学校（1971年三井中と統合し久留米市立北野中学校〈当時：北野町立〉へ）[注釈 1]
- 北野町立三井中学校（1971年千歳中と統合し北野中へ）
- 田主丸町立船越中学校（1972年久留米市立田主丸中学校〈当時：田主丸町立〉へ統合）[16]
- 田主丸町立竹野中学校（1973年田主丸中へ統合）[16]
- 田主丸町立筑陽中学校（1974年田主丸中へ統合）[16]

## 飯塚市
- 飯塚市立飯塚第三中学校（2014年飯塚市立飯塚第一中学校へ統合）[17]
- 飯塚市立菰田中学校（同上）[17]
- 筑穂町立内野中学校（1974年統合により飯塚市立筑穂中学校〈当時：筑穂町立〉へ）[18]
- 筑穂町立上穂波中学校（同上）[18]
- 筑穂町立大分中学校（同上）[18]

## 田川市
- 田川市立鎮西中学校（2023年統合により田川市立田川東中学校へ）[19]
- 田川市立伊田中学校（同上）[19]
- 田川市立金川中学校（同上）[19]
- 田川市立中央中学校（同上）[19]
- 田川市立弓削田中学校（2023年統合により田川市立田川西中学校へ）[19]
- 田川市立後藤寺中学校（同上）[19]
- 田川市立田川中学校（同上）[19]

## 柳川市
- 柳川市立矢留中学校（1992年両開中と統合し柳川市立柳南中学校へ）[20]
- 柳川市立両開中学校（1992年矢留中と統合し柳南中へ）[20]
- 杉森女子中学校（1977年休校[21]、2006年廃校[22]）[注釈 2]

## 八女市
- 八女市立光友中学校（2010年辺春中と統合し八女市立立花中学校へ）[23]
- 八女市立辺春中学校（2010年光友中と統合し立花中へ）[23]
- 八女市立上陽中学校（2017年八女市立北川内小学校と統合し義務教育学校の八女市立上陽北汭学園へ）[24]
- 八女市立矢部中学校（2020年八女市立矢部小学校と統合し義務教育学校の八女市立矢部清流学園へ）[25]
- 八女市立見崎中学校（2025年八女市立忠見小学校、八女市立川崎小学校と統合し義務教育学校の八女市立みさき学園へ）
- 上陽町立北川内中学校（2000年横山中と統合し上陽町立上陽中学校〈後の八女市立上陽北汭学園中学校〉へ）[26][注釈 3]
- 上陽町立横山中学校（2000年北川内中と統合し上陽中へ）[26]

## 筑後市
- 筑後市立水田中学校（1972年筑後市立筑後中学校水田分教場となり、1974年完全統合）[27]
- 筑後市立古川中学校（1972年筑後中古川分教場となり、1974年完全統合）[27]

## 大川市
- 大川市立大川中学校（2020年大川南中と統合し大川市立大川桐英中学校へ）[28]
- 大川市立大川南中学校（2020年大川中と統合し大川桐英中へ）[28]
- 大川市立大川東中学校（2020年三又中と統合し大川市立大川桐薫中学校へ）[29]
- 大川市立三又中学校（2020年大川東中と統合し大川桐薫中へ）[29]
- 大野島村立大野島中学校（1960年川口中と統合し大川南中へ）[30]
- 大野島村立川口中学校（1960年大野島中都統合し大川南中へ）[30]

## 宗像市
- 池野・岬村学校組合立北部中学校（1948年宗像市立玄海中学校〈当時：神湊町外二ケ村組合立〉へ統合）[31]
- 玄海町立玄海中学校地島分校（1959年）[31]
- 宗像市立大島中学校（2018年大島小と統合し義務教育学校の宗像市立大島学園へ）[32]

## 糸島市
- 可也・桜井・野北村学校組合立志摩中学校〈旧〉（1948年引津中と統合し糸島市立志摩中学校〈当時：5ヶ村学校組合立〉へ）[33]
- 芥屋・小富士2ヶ村立引津中学校（1948年志摩中〈旧〉と統合し志摩中〈新〉へ）[33]

## 福津市
- 福間町立南部中学校（1958年福津市立福間中学校〈当時：福間町立〉へ統合）[34]

## うきは市
- 浮羽町立大春中学校（1974年うきは市立浮羽中学校〈当時：浮羽町立〉へ統合[35]）
- 浮羽町立御幸中学校（同上[35]）
- 姫治村立姫治中学校→浮羽町立姫治中学校（同上[35]）
- 吉井町立吉井中学校〈旧〉（1966年生葉中と統合しうきは市立吉井中学校〈当時：吉井町立〉へ）[36]
- 福富村・江南村学校組合立生葉中学校（1966年吉井中〈旧〉と統合し吉井中〈新〉へ）[36]

## 宮若市
- 宮若市立宮田中学校（2013年宮田光陵中と統合し宮若市立宮若東中学校へ）[37]
- 宮若市立宮田光陵中学校（2013年宮田中と統合し宮若東中へ）[37]
- 宮若市立若宮中学校（2013年宮田西中と統合し宮若市立宮若西中学校へ）[38]
- 宮若市立宮田西中学校（2013年若宮中と統合し宮若西中へ）[38]
- 若宮町立福丸中学校（1964年5月吉川中と統合し若宮中へ）[39]
- 若宮町立吉川中学校（1964年5月福丸中と統合し若宮中へ）[39]
- 宮田町立大之浦中学校（1979年宮田東中と統合し宮田光陵中へ）[39]
- 宮田町立宮田東中学校（1979年大之浦中と統合し宮田光陵中へ）[39]

## 嘉麻市
- 嘉麻市立碓井中学校（2023年嘉麻市立碓井小学校と統合し嘉麻市立碓井義務教育学校へ）[19]
- 嘉麻市立稲築中学校（2023年嘉麻市立稲築西小学校と統合し嘉麻市立稲築西義務教育学校へ）[19]
- 嘉麻市立稲築東中学校（2023年嘉麻市立稲築東小学校と統合し嘉麻市立稲築東義務教育学校へ）[19]
- 稲築町立稲築中学校平分校（1950年）[40]
- 嘉穂町立大隈中学校（1972年統合により嘉麻市立嘉穂中学校〈当時：嘉穂町立〉大隈分教場となり、1974年完全統合）[41]
- 嘉穂町立宮野中学校（1948年大隈中宮野分校から独立、1972年嘉穂中宮野分教場となり、1974年完全統合）[41]
- 嘉穂町立千手中学校（1972年嘉穂中千手分教場となり、1974年完全統合）[41]
- 山田市立山田北中学校（1978年山田南中と統合し嘉麻市立山田中学校〈当時：山田市立〉へ）[42]
- 山田市立山田南中学校（1978年山田北中と統合し山田中へ）[42]

## 朝倉市
- 甘木市立福城中学校[43]（廃校時期不詳）
- 甘木市立十文字中学校〈旧〉（1977年高木中と統合し朝倉市立十文字中学校〈当時：甘木市立〉へ）[44][注釈 4]
- 甘木市立高木中学校（1977年十文字中〈旧〉と統合し十文字中〈新〉へ）[44]
- 杷木町立原鶴中学校（1968年朝倉市立杷木中学校〈当時：杷木町立〉へ統合）[45]

## 那珂川市
- 那珂川町立天徳中学校（1966年南畑中と統合し那珂川市立那珂川中学校〈当時：那珂川町立〉へ）[46]
- 那珂川町立南畑中学校（1966年天徳中と統合し那珂川中へ）[46]

## 糟屋郡
- 篠栗町立篠栗中学校〈旧〉（1956年勢門中と統合し篠栗町立篠栗中学校〈新〉へ）[47]
- 篠栗町立勢門中学校（1956年篠栗中〈旧〉と統合し篠栗中〈新〉へ）[47]

## 鞍手郡
- 鞍手町立鞍手北中学校（2015年鞍手南中と統合し鞍手町立鞍手中学校へ）[48]
- 鞍手町立鞍手南中学校（2015年鞍手北中と統合し鞍手中へ）[48]

## 朝倉郡
- 小石原村立小石原中学校（1985年宝珠山小石原中学校組合立東峰中学校（→東峰村立東峰中学校〔東峰学園中学部〕）として統合[49]）
- 宝珠山村立宝珠山中学校（同上[49]）

## 八女郡
- 広川町立上広川中学校（1958年統合により広川町立広川中学校へ）[50]
- 広川町立中広川中学校（同上）[50]
- 広川町立下広川中学校（同上）[50]

## 田川郡
- 香春町立香春中学校（2021年義務教育学校香春町立香春思永館へ再編）[51]
- 香春町立勾金中学校（同上）[51]
- 添田町立津野中学校（2010年[52]）
- 添田町立英彦中学校（2010年[52]）
- 川崎町立川崎中学校〈旧〉（2020年統合により川崎町立川崎中学校〈新〉へ）[53]
- 川崎町立鷹峰中学校（同上）[53]
- 川崎町立池尻中学校（同上）[53]
- 福智町立金田中学校（2020年福智町立金田小学校と統合し福智町立金田義務教育学校へ）[54]

## 築上郡
- 大平村立東部中学校（1971年友枝中と統合し上毛町立上毛中学校〈当時：大平村立〉へ）[55]
- 大平村立友枝中学校（1971年東部中と統合し上毛中へ）[55]